# حریص (آلبوم)
حریص نام سومین آلبوم رسمی استودیویی محسن چاوشی است که با ترانه‌های امیر ارجینی، حسین صفا و علی بحرینی و نیز تنظیم‌های کوشان حداد، شهاب اکبری، محسن چاوشی، امیرحسین سرگزی و امید حجت ساخته شد. آهنگسازی کلیه قطعات با محسن چاوشی میباشد.

## فهرست آهنگ‌ها
|    | نام ترانه      | ترانه‌سرا    | آهنگساز    | تنظیم          | مدت  |
| -- | -------------- | ----------- | ---------- | -------------- | ---- |
| ۱  | چمدون          | امیر ارجینی | محسن چاوشی | کوشان حداد     | ۴:۲۸ |
| ۲  | پروانه‌ها       | حسین صفا    | محسن چاوشی | محسن چاوشی     | ۴:۳۲ |
| ۳  | غیرمعمولی      | علی بحرینی  | محسن چاوشی | کوشان حداد     | ۳:۲۲ |
| ۴  | بوف کور        | امیر ارجینی | محسن چاوشی | امیرحسین سرگزی | ۴:۰۱ |
| ۵  | غم و شادی      | امیر ارجینی | محسن چاوشی | شهاب اکبری     | ۵:۰۶ |
| ۶  | حریص           | امیر ارجینی | محسن چاوشی | کوشان حداد     | ۳:۴۷ |
| ۷  | پرنده غمگین    | حسین صفا    | محسن چاوشی | امید حجت       | ۵:۴۵ |
| ۸  | زیبایی         | امیر ارجینی | محسن چاوشی | کوشان حداد     | ۳:۵۵ |
| ۹  | بادبادکای رنگی | امیر ارجینی | محسن چاوشی | شهاب اکبری     | ۴:۱۴ |
| ۱۰ | کافه‌های شلوغ   | حسین صفا    | محسن چاوشی | محسن چاوشی     | ۴:۵۴ |
| ۱۱ | دلم تنهاس      | امیر ارجینی | محسن چاوشی | شهاب اکبری     | ۳:۵۶ |

## فروش آلبوم و بازتاب‌ها
آلبوم حریص در سال ۱۳۸۹ و نیمه اول سال ۱۳۹۰ عنوان پرفروش‌ترین آلبوم سال را کسب کرد.
بر طبق نظرسنجی سایت موسیقی‌ما حریص سومین آلبوم رسمی محسن چاوشی توانست با کسب آرای بیشتر در رقابت با آلبوم‌های رگ خواب محسن یگانه و یه خاطره از فردا احسان خواجه‌امیری عنوان محبوب‌ترین آلبوم پاپ سال ۱۳۸۹ موسیقی ایران را نصیب خود کند. محسن چاوشی بعد از انتشار موفقیت‌آمیز آلبوم حریص در مصاحبه‌ای با مجله ترانه ماه اعلام کرد حریص کامل‌ترین آلبوم من است.